# Llac de l'Alt Sûre
El llac de l'Alt Sûre (luxemburguès, Stauséi Uewersauer; francès, Lac de la Haute-Sûre; alemany, Stausee an der Ober-Sauer) és un gran embassament del nord-oest de Luxemburg. És la zona més àmplia d'aigua del país. Dona el seu nom a la comuna de Lac de la Haute-Sûre, que es va formar el 1979.
La presa de l'At Sûre va ser construïda en els anys seixanta per correspondre a les necessitats d'aigua potable i electricitat de Luxemburg. La ciutat de Esch-sur-Sûre es troba en un extrem del llac. Immediatament per sobre d'ell, el riu forma un embassament hidroelèctric que s'estén al voltant de 10 quilòmetres barri a dalt. La seva superfície mitjana és de 3,8 km², al voltant del 0,15% de la superfície total de Luxemburg.
Envoltat per una exuberant vegetació i per rierols, el llac és un centre d'esports aquàtics, com la vela i el rem en canoa i caiac. Tals activitats a l'aire lliure, que fan d'ell un lloc atractiu per als turistes, han portat al creixement d'una indústria artesanal local. El llac té un nivell molt alt de qualitat de les aigües.